# Agnese di Poitou
Agnese di Poitou (1025 circa – Roma, 14 dicembre 1077) è stata reggente del Sacro Romano Impero dal 1056 al 1062 e regina consorte d'Italia.
Era figlia del conte Guglielmo III di Poitou, duca d'Aquitania della dinastia del Ramnulfidi, e di Agnese di Borgogna. Agnese fu la seconda moglie dell'imperatore Enrico III, che sposò il 21 novembre 1043. Dal loro matrimonio nacquero sia Giuditta d'Ungheria che l'imperatore Enrico IV.
Fu reggente dell'Impero durante la minorità di Enrico IV. Le sue indecisioni nella politica nei confronti dei principi tedeschi causarono un indebolimento della potenza imperiale. Nel 1062 venne deposta, ad opera degli arcivescovi Annone II di Colonia e Adalberto di Amburgo e Brema, e si ritirò in convento a Roma.

## Biografia
Agnese è un personaggio molto controverso nella ricerca storica, sia perché per dieci anni resse una delle maggiori potenze del tempo, nonostante fosse una donna, sia perché proprio il periodo della sua reggenza fu uno snodo determinante nella riforma della Chiesa e nell'emancipazione del papato dall'Impero.
Agnese fu spesso dipinta dalla storiografia come una debole reggente, una donna di profonda religiosità che si dovette confrontare con problemi più grandi di lei. Secondo la volontà del marito defunto, Enrico III, curò il governo dell'Impero e l'educazione del figlio e futuro imperatore Enrico IV. La ricerca storica più recente tende a rivalutarne la figura e tratteggia una Agnese tutt'altro che rassegnata e disposta a cedere le redini del governo. Ciononostante, molti aspetti della sua vita, e sopra ogni altro il colpo di Stato che la depose, non sono stati compiutamente chiariti.

### Il matrimonio con Enrico III
Agnese, figlia del duca Guglielmo V di Aquitania e Poitou, venne incoronata Regina nel 1043 a Magonza. Nel novembre dello stesso anno sposò Enrico III, a Ingelheim. Il 25 dicembre 1046 a Roma la coppia ricevette la corona imperiale. Enrico aveva deciso di sposare Agnese dopo che la sua prima moglie Gunilde era morta di malaria.
Il matrimonio, che fu assiduamente perseguito per conto dell'imperatore dal vescovo di Würzburg, Bruno di Kärnten (futuro santo), presentava per Enrico innanzitutto un vantaggio politico: rafforzando il legame con i più potenti principi francesi, la casa d'Aquitania, aumentava la pressione sulla monarchia francese e poteva migliorare la propria posizione in Borgogna (la famiglia di Agnese possedeva infatti anche là vasti territori). Agnese, che all'epoca aveva al massimo 18 anni, era una ragazza delicata, colta e di profonda religiosità: l'abbazia di Cluny era una fondazione dei Duchi d'Aquitania, e lo stesso abate Ugo sarebbe stato più tardi padrino di Enrico IV e intimo della famiglia imperiale.
La giovane coppia imperiale, per via del profondo sentimento religioso di Agnese, non amava lo sfarzo e le gioie della vita di corte: pare che alla festa di nozze non fossero stati ammessi giocolieri e buffoni, altrimenti immancabili in ogni ricevimento medievale, perché le nozze reali dovevano essere celebrate con compostezza e dignità.
Enrico, che si appassionò all'idea della tregua Dei, nata in Francia, tentò di limitare l'esercizio privato della giustizia e le guerre private. Ciò facendo suscitò delle resistenze, ma il suo potere era troppo solido perché gli avversari potessero muoversi contro di lui. Ma più tardi ciò avrebbe posto Agnese di fronte a nuovi problemi.
Si ritiene che Agnese sostenesse l'idea di sacralità dell'ufficio imperiale di Enrico e che lo appoggiasse ed ispirasse nelle sue idee di riforma della Chiesa. È peraltro vero che quando Enrico era in vita, Agnese non aveva possibilità di agire direttamente nell'azione politica: i suoi compiti erano di natura rappresentativa. Era, in primo luogo, moglie e madre.
Alla morte del marito, al quale era stata molto vicina, ad Agnese toccò la reggenza dell'impero fino alla maggiore età del legittimo successore, il figlio Enrico IV. Fu lo stesso Enrico III, in punto di morte, a deciderlo. Inizialmente Agnese tentò di proseguire la politica del marito, ma dovette abbandonarla a causa delle forti resistenze, soprattutto nel ducato di Sassonia e, adattandosi alla mutata situazione politica, trovare il modo di assicurare l'eredità del marito al figlio Enrico IV e garantire la continuità della dinastia.

### Morte di Enrico III e reggenza
Alla morte di Enrico III, il 5 ottobre 1056 Agnese assunse la reggenza per il figlio Enrico IV, minorenne, ma già incoronato Re dei Romani. Inizialmente proseguì la politica del marito, aiutata soprattutto da Ugo di Cluny e da papa Vittore II. Quest'ultimo fece tutto quanto in suo potere per sostenere la dinastia salica. Come Enrico III, anche l'imperatrice sosteneva la riforma cluniacense e praticava una politica volta al compromesso e al mantenimento della pace. Vittore II, la cui elezione al soglio di Pietro era stata decisa da Enrico III, mediava tra corona, nobili e episcopato. Il risultato fu che la reggenza di Agnese, una donna politicamente inesperta, venne accettata, anche se non vi fu mai lealtà completa da parte dei grandi dell'Impero. Ciononostante, la reggenza pareva sicura. Ma il potere centrale sfuggì via via al controllo della casa salica, perché Agnese non riusciva ad affermarsi politicamente. La cessioni di beni e diritti dalle mani della nobiltà a quelle della Chiesa imperiale e l'indebolimento che ne risultava, soprattutto per alcune potenti famiglie sassoni, creò seri problemi.
L'imperatrice doveva agire. E poiché la sua autorità non era grande come quella di Enrico, cominciò ben presto cercare l'appoggio della nobiltà, procedendo alla investitura di ducati, cosa che comportava la rinuncia all'autorità diretta. Già nel 1056 cedette alla famiglia degli Ezzoni il ducato di Carinzia, che era rimasto infeudato per un anno. L'anno successivo Rodolfo di Rheinfelden divenne duca di Svevia, oltre ad essere incaricato dell'amministrazione della Borgogna. Berthold I di Zähringen, che riteneva di avere la precedenza all'investitura a duca, si ritenne svantaggiato e, alla morte del duca di Carinzia, nel 1061, ne ricevette il ducato.
Il conflitto con il regno d'Ungheria costrinse l'imperatrice a cedere, nel 1061, anche la Baviera, l'ultimo importante ducato nella Germania meridionale. Nominò duca il conte sassone Ottone II di Nordheim, un esperto guerriero, dal quale dipendeva la difesa del fianco sudorientale dell'impero.
Naturalmente non si può rimproverare ad Agnese che proprio questi duchi da lei nominati divenissero, anni più tardi, i più tenaci nemici del figlio, Enrico IV; Agnese agiva in stato di necessità, per attenuare l'ostilità della nobiltà verso la sua persona, anche se la storiografia spesso le imputa di aver fortemente diminuito la base della potenza dell'impero, soprattutto a causa della cessione del Ducato di Baviera.
Ottone di Notheim, per il momento, operò a favore della casa Salica. Difese efficacemente l'Impero dalle aggressioni esterne e raggiunse un accordo con l'Ungheria. L'esempio bavarese dimostra chiaramente che Agnese non aveva altra scelta che la cessione dei ducati. I vicini ad oriente, soprattutto gli ungheresi, rappresentavano una seria minaccia per l'Impero e per Agnese, che, in quanto donna e nonostante la reggenza, non poteva giuridicamente mettersi a capo di un esercito. Per questo aveva bisogno di forti duchi al suo fianco. Certo, Agnese avrebbe potuto impedire che i nuovi duchi acquistassero troppo potere, ma probabilmente, al momento, l'ascesa di tre giovani uomini esponenti di giovani dinastie rappresentava un rischio calcolato.

### La crisi della reggenza (1057 - 1062)
Per il momento l'Impero era al sicuro da minacce interne ed esterne. Agnese pareva rispettata. Ottenne persino notevoli concessioni. Per esempio, le fu giurato che, in caso di morte precoce di Enrico IV, si sarebbe proceduto ad una designazione, il che significava che Agnese avrebbe potuto avanzare una proposta vincolante.
Questo giuramento mostra quanto il ruolo di legittima imperatrice le fosse riconosciuto da tutti i partiti dell'Impero; senza il suo accordo i principi non avrebbero nominato un nuovo re.
Per la reggente la svolta venne nel 1057, con la morte di papa Vittore II, suo amico e consigliere. Agnese perse il contatto con la riforma della Chiesa. I suoi interessi e quelli dei riformatori iniziarono ad allontanarsi. L'epoca dei papi fedeli all'imperatore volgeva al termine.
Il successore di Vittore II, papa Stefano IX, venne eletto senza consultare l'imperatrice, che ne approvò la nomina successivamente. Alla morte di Stefano IX, l'anno successivo, l'aristocrazia romana, intuendo uno spazio per guadagnare potere, elesse papa Benedetto X, mentre Agnese aveva dato la sua preferenza al vescovo di Firenze Gerardo, che divenne papa con il nome di Niccolò II. Era lo scisma. Niccolò, con le armi, riuscì ad affermare la propria autorità. Ma l'influenza dell'Impero nella nomina del papa era fortemente indebolita. E questo indebolimento si aggravò quando Niccolò II emanò un decreto che affidava la scelta del nuovo papa al collegio dei cardinali, sottraendola sì agli appetiti dei nobili romani, ma anche alle decisioni dell'Imperatore. Nel frattempo, in Germania, gli avvenimenti erano dominati da intrighi e giochi di potere. Agnese era sempre più combattuta tra la fedeltà alle proprie idee e quella ai propri interessi politici.
Alcuni consiglieri dell'imperatrice presero a seguire i propri interessi, la qual cosa spinse Agnese ad affidarsi sempre più ai ministeriali, i servi imperiali. Ad uno di loro, Cuno, venne affidata l'educazione del figlio, mentre un altro, Otnand, che era stato fedele servitore di Enrico, assunse un ruolo politico di primo piano. E proprio perché questi intendevano perseguire, con successo, gli interessi della regina, crebbe la resistenza verso l'imperatrice, che aveva fatto di "uomini senza origine" i propri consiglieri. Per la nobiltà ed il clero era oltremodo preoccupante che il giovane Enrico IV venisse educato da persone non libere. Presa in una tenaglia, Agnese nominò Enrico, vescovo di Augusta, proprio consigliere privato. Ma ciò fece sorgere un nuovo problema: si sospettò che la regina avesse una relazione con Enrico d'Augusta. Agli inizi degli anni '60 dell'XI secolo l'atmosfera a corte era estremamente tesa e caratterizzata da intrighi, inimicizie, gelosie. Ma gli avvenimenti che avrebbero gettato l'impero in una crisi e spinto Agnese alla rinuncia al trono dovevano ancora verificarsi.

### Il conflitto sull'elezione del papa
Nel 1060 Agnese chiese a papa Niccolò II il pallio per il vescovo Siegfried I di Magonza, ma il papa non acconsentì alla richiesta. I vescovi tedeschi, infuriati, nel corso di un sinodo imperiale dichiararono nulli tutti i decreti del papa.
Alla morte di Niccolò II, il 19 luglio 1061, i cardinali, forti della loro nuova autorità, elessero, con il nome di Alessandro II, il vescovo di Lucca, Anselmo. Questa volta Agnese non volle riconoscere il nuovo papa e propose un proprio candidato, il vescovo Cadalo di Parma. L'elezione di Cadalo ad antipapa, con il nome di Onorio II, ebbe luogo il 28 ottobre 1061 a Basilea. Essa doveva documentare la coerente prosecuzione della politica romana di Enrico III da parte dell'imperatrice.
Ma già durante l'elezione, considerando la scarsa partecipazione, l'imperatrice comprese che non avrebbe ottenuto nell'Impero l'appoggio necessario per imporre il proprio candidato e che tentare di farlo avrebbe significato non solo dare il colpo di grazia alla politica di riforma inaugurata da Enrico III, ma anche lo scisma.
La corte imperiale era diventata avversaria del papato riformatore e la regina era corresponsabile dello scisma. Si trattava di sviluppi che Agnese certo non si era augurata. Dopo i fatti di Basilea si avverte una rottura nella reggenza dell'imperatrice. Le briglie del governo imperiale paiono sfuggirgli. La mancata affermazione di Onorio II, il quale dovette far ritorno alla sua diocesi, rappresentò per Agnese una grave sconfitta politica: per la prima volta un papa nominato dalla corte imperiale non era riuscito ad affermarsi.
Il sostegno dato ai nemici della riforma della Chiesa fu causa per la regina di grandi sensi di colpa. Ma non può essere imputato alla sua debolezza l'aver intrapreso una politica ecclesiastica opposta a quella del marito. I tempi erano cambiati. Il papato si era emancipato dalla corte imperiale e ora agiva anche contro gli interessi dell'Impero. Posta di fronte alla necessità di fare una scelta, Agnese decise contro le proprie convinzioni personali, com'era da attendersi da una reggente, sostenendo gli interessi dell'Impero.
Forse Agnese non vide altra possibilità che ritirarsi dalla politica, per dare ad altri la possibilità di affrontare in modo nuovo il problema dell'elezione papale, senza l'ipoteca delle sue decisioni. Secondo la ricerca storica più recente, la decisione di Agnese di ritirarsi in convento, che avvenne a Spira, fu la logica conseguenza della nomina del vescovo Enrico d'Augusta a "subreggente" e non va vista come segno di debolezza, quanto come conseguenza dei passi falsi compiuti dalla regina nella politica verso il papato.

### Il "colpo di Stato di Kaiserswerth"
Ma questo non avvenne, perché Enrico d'Augusta, il subreggente designato, non venne accettato dalla maggioranza dei principi (che non avevano dato il loro consenso alla nomina): i tentativi di Agnese di limitare i danni precipitarono l'impero nella crisi. Agli inizi di aprile del 1062 un gruppo di principi, sia laici che ecclesiastici, guidati dal vescovo Annone II di Colonia, sottrasse il giovane re Enrico IV alla tutela materna e lo condusse a Kaiserswerth. Questo avvenimento passò alla storia come il "colpo di Stato di Kaiserswerth".
Non vi è ancora chiarezza sui motivi di questo gesto. Le fonti sono estremamente contraddittorie. Alcuni contemporanei sostengono che il rapimento avvenne per sottrarre il figlio all'influenza della madre. Altri sostengono che Annone agì per desiderio di potere. Altri sostengono che il "colpo di Stato" era necessario, perché non era opportuno che l'Impero fosse governato da una donna. Oggi si è propensi a credere che i motivi principali del rapimento fossero il desiderio di potere dei congiurati (in particolare Annone) e le preoccupazioni per l'istruzione di Enrico.
Con il rapimento di Enrico venivano meno i fondamenti della reggenza di Agnese, che fu di fatto spodestata. Gli arcivescovi Annone di Colonia e Adalberto da Brema si divisero il potere; anche se il giovane re era ufficialmente in carica, i due, per il momento, lo tenevano lontano dagli affari di stato.

### La sorte di Agnese dopo Kaiserswerth
Fino a pochi anni fa si pensava che Agnese, all'indomani del colpo di Stato che le tolse la reggenza, si fosse ritirata in un convento di Roma, fino alla sua morte. La ricerca storica più recente ha rivisto quest'opinione: da un'attenta analisi di fonti e documenti storici risulterebbe che Agnese si sarebbe ritirata dalla vita mondana non nel 1062, ma tre anni più tardi, nel 1065. In effetti la permanenza di Agnese nell'Impero era necessaria anche dopo la perdita della reggenza: Agnese, fino alla maggiore età di Enrico, rimaneva comunque al vertice della casa Salica. Solamente quando, nel 1065, Enrico raggiunse la maggiore età, Agnese poté esaudire il proprio desiderio di trascorrere gli ultimi anni della propria vita in convento.

## Ascendenza
|                                |                      |                           | Genitori                    |  |  | Nonni |  |  | Bisnonni                   |  |  | Trisnonni           |  |
|                                |                      |                           |                             |  |  |       |  |  | Guglielmo III di Aquitania |  |  | Ebalus di Aquitania |  |
|                                |                      |                           |                             |  |  |       |  |  | Guglielmo III di Aquitania |  |  | Ebalus di Aquitania |  |
|                                |                      | Aremburga                 |                             |  |  |       |  |  | Guglielmo III di Aquitania |  |  |                     |  |
| Guglielmo IV di Aquitania      |                      |                           |                             |  |  |       |  |  | Guglielmo III di Aquitania |  |  |                     |  |
|                                |                      | Gerloc/Adele di Normandia | Rollone                     |  |  |       |  |  |                            |  |  |                     |  |
|                                |                      | Gerloc/Adele di Normandia | Rollone                     |  |  |       |  |  |                            |  |  |                     |  |
|                                |                      | Gerloc/Adele di Normandia | Poppa di Bayeux             |  |  |       |  |  |                            |  |  |                     |  |
| Guglielmo V di Aquitania       |                      | Gerloc/Adele di Normandia |                             |  |  |       |  |  |                            |  |  |                     |  |
|                                |                      | Tebaldo I di Blois        | Tebaldo il Vecchio di Blois |  |  |       |  |  |                            |  |  |                     |  |
|                                |                      | Tebaldo I di Blois        | Tebaldo il Vecchio di Blois |  |  |       |  |  |                            |  |  |                     |  |
|                                |                      | Tebaldo I di Blois        | …                           |  |  |       |  |  |                            |  |  |                     |  |
| Emma di Blois                  |                      | Tebaldo I di Blois        |                             |  |  |       |  |  |                            |  |  |                     |  |
|                                |                      | Liutgarda di Vermandois   | Erberto II di Vermandois    |  |  |       |  |  |                            |  |  |                     |  |
|                                |                      | Liutgarda di Vermandois   | Erberto II di Vermandois    |  |  |       |  |  |                            |  |  |                     |  |
|                                |                      | Liutgarda di Vermandois   | Adele di Francia            |  |  |       |  |  |                            |  |  |                     |  |
| Agnese di Poitou               |                      | Liutgarda di Vermandois   |                             |  |  |       |  |  |                            |  |  |                     |  |
|                                | Adalberto II d'Ivrea | Berengario II d'Ivrea     |                             |  |  |       |  |  |                            |  |  |                     |  |
|                                | Adalberto II d'Ivrea | Berengario II d'Ivrea     |                             |  |  |       |  |  |                            |  |  |                     |  |
|                                | Adalberto II d'Ivrea | Willa III d'Arles         |                             |  |  |       |  |  |                            |  |  |                     |  |
| Ottone I Guglielmo di Borgogna | Adalberto II d'Ivrea |                           |                             |  |  |       |  |  |                            |  |  |                     |  |
|                                |                      | Gerberga di Châlon        | Lamberto di Châlon          |  |  |       |  |  |                            |  |  |                     |  |
|                                |                      | Gerberga di Châlon        | Lamberto di Châlon          |  |  |       |  |  |                            |  |  |                     |  |
|                                |                      | Gerberga di Châlon        | Adelaide di Châlon          |  |  |       |  |  |                            |  |  |                     |  |
| Agnese di Borgogna             |                      | Gerberga di Châlon        |                             |  |  |       |  |  |                            |  |  |                     |  |
|                                |                      | Rinaldo di Roucy          | …                           |  |  |       |  |  |                            |  |  |                     |  |
|                                |                      | Rinaldo di Roucy          | …                           |  |  |       |  |  |                            |  |  |                     |  |
|                                |                      | Rinaldo di Roucy          | …                           |  |  |       |  |  |                            |  |  |                     |  |
| Ermentrude di Roucy            |                      | Rinaldo di Roucy          |                             |  |  |       |  |  |                            |  |  |                     |  |
|                                |                      | Alberada di Lotaringia    | Gilberto di Lotaringia      |  |  |       |  |  |                            |  |  |                     |  |
|                                |                      | Alberada di Lotaringia    | Gilberto di Lotaringia      |  |  |       |  |  |                            |  |  |                     |  |
|                                |                      | Alberada di Lotaringia    | Gerberga di Sassonia        |  |  |       |  |  |                            |  |  |                     |  |
|                                |                      | Alberada di Lotaringia    |                             |  |  |       |  |  |                            |  |  |                     |  |